# Painted Lips
Painted Lips er en amerikansk stumfilm fra 1918 af Edward LeSaint.

## Medvirkende
- Louise Lovely - Lou McTavish
- Alfred Allen
- Lew Cody - Jim Douglass
- Hector Dion - Andrew Solman
- Beatrice Van - Silver